# Теодорина Стойчева
Теодорина Тодорова Стойчева е българска актриса.

## Биография
Родена е в Русе на 6 май 1887 г. Завършва гимназиалното си образование в Русе през 1903 г. През 1904-1905 г. следва математика и славянска филология в Софийски университет. Дебютира в ролята на Алма в „Чест“ от Херман Зудерман в софийския театър „Борба“ през 1905 г. Тя е сред създателите на пътуващия Свободен театър. В периодите 1906-1918 г. и 1926-1930 г. е актриса в Народния театър. През 1908 г. специализира сценично изкуство в Москва, а през 1909 г. в Италия. Заедно с Петър Стойчев основават през 1918 г. оперетния Свободен театър. В периодите 1924-1926 г. и 1935-1936 г. играе на сцената на Русенския театър, а през 1936-1940 и 1941-1944 г. в драматичния театър в Пловдив. В него заедно с Петър Стойчев организира детски театри и театрални школи. През 1930 г. в Народния театър тържествено е отбелязан 25-годишният ѝ сценичен юбилей. През 1940 г. създава в София Театър на малките, а през 1944 г. Народен детски театър. Почива на 9 февруари 1956 г. в София.

## Роли
Теодорина Стойчева играе множество роли, по-значимите са:
- Милка – „Първите“ на Петко Тодоров
- Дечка – „Свекърва“ на Антон Страшимиров
- Ана Каренина – „Ана Каренина“ на Лев Толстой
- Джесика – „Венецианският търговец“ на Уилям Шекспир
- Жулиета – „Ромео и Жулиета“ на Уилям Шекспир
- Мариана – „Тартюф“ на Молиер
- Маргарита – „Дамата с камелиите“ на Александър Дюма-син[1]

## Филмография
Освен като актриса в театъра, Теодорина Стойчева участва и в няколко български филма:
- „Децата на балкана“ от 1918 г.
- „Земя“ от 1930 г.
- „Песента на Балкана“ от 1934 г.